# 南非鰨
南非鰨為輻鰭魚綱鰈形目鰨亞目鰨科的其中一種，為熱帶海水魚，分布於東南大西洋南非納塔爾海域，棲息深度10-400公尺，本魚背鰭軟條90-110枚、臀鰭軟條80-95枚，體長可達60公分，棲息在泥底質底層水域，以小型底棲性無脊椎動物及小魚為食，生活習性不明，可做為食用魚。